# Herbert Welling

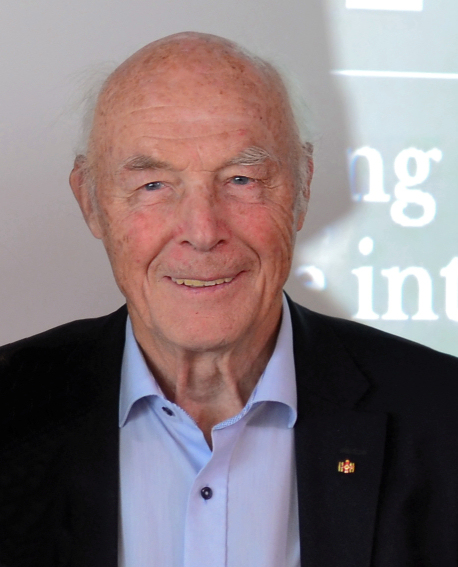
Herbert Welling, 2017

Herbert Welling (* 1. September 1929 in Hannover) ist ein deutscher Physiker und Hochschullehrer, dessen Spezialgebiet die Quantenoptik ist.

## Leben
Welling promovierte 1960 an der Technischen Hochschule Hannover (TH Hannover) und habilitierte sich dort 1967 mit dem Thema Das zeitabhängige Frequenzverhalten von Rubinlasern. In der Zwischenzeit  war er ab 1960 am Kommunikations- und Elektronik-Forschungslabor der US-Army in Fort Monmouth tätig gewesen, wo er zunächst am Maser geforscht und danach (ab 1963) eine erste Laser-Forschungsgruppe aufgebaut hatte. Die Forschungsgruppe hatte  mit  Theodore Maiman, der zuvor den ersten Rubinlaser verwirklicht hatte, bei der Suche nach neuartigen Lasermaterialien kooperiert.  Welling widmete sich dem Studium der zeitlichen Kohärenz des Laserlichts, die damals beim Rubinlaser ungenügend war. Es gelang seiner Gruppe, die Zahl der Moden im Rubinlaser auf eine einzige zu reduzieren. 
Seit 1967 war er wieder an der TH Hannover tätig. Dort gelang ihm die erstmalige Bestimmung der natürlichen Linienbreite eines Lasers mit Hilfe eines Michelson-Interferometer-Versuchsaufbaus, was auch für die Bestätigung der damals entwickelten Quantentheorien des Laser-Phasenübergangs wichtig war. Nachdem der TH Hannover inzwischen der Status einer Technischen Universität (TU) erteilt worden war, wurde er dort 1974 zum ordentlichen Professor ernannt. Welling war bis 1998 Direktor des Instituts für Quantenoptik der TU Hannover. Er baute das Institut zu einem international renommierten Zentrum für Laserforschung aus. 
Welling war wesentlich daran beteiligt, das Geo-600-Experiment nach Hannover zu holen, um damit Gravitationswellen nachzuweisen gemeinsam mit dem experimentellen Teilinstitut des Max-Planck-Instituts für Gravitationsphysik (Leiter Karsten Danzmann). Für dieses Experiment war unter anderem die Entwicklung besonders frequenzstabiler Laser notwendig, an der Welling mitwirkte.
Welling legte an seinem Institut Wert auf  enge Zusammenarbeit mit Unternehmen der freien Wirtschaft. Etliche Jungunternehmer waren aus seinem Institut hervorgegangen. Zu seinen neueren Veröffentlichungen zählen auch Beiträge zur Anwendung von Lasern in der Materialbearbeitung (auch für Nanostrukturen) und Medizin wie die Verwendung ultrakurzer Laserpulse als chirurgisches Instrument. Schon Anfang der 1970er Jahre entwickelten Welling und Mitarbeiter in Hannover ein Laserskalpell. Der dafür verwendete, in Hannover entwickelte Neodym-YAG-Laser mit 600 Watt Ausgangsleistung diente später als Modellvorlage für den im Gravitationswellendetektor verwendeten Laser.
1986 gründete er mit Hans Kurt Tönshoff und Heinz Haferkamp das Laser Zentrum Hannover, in dessen Vorstand Welling bis 2006 war.
Zu seinen Doktoranden zählt der Wissenschaftsmanager Jürgen Mlynek.

## Auszeichnungen
- 1999: Robert-Wichard-Pohl-Preis der Deutschen Physikalischen Gesellschaft (DPG)
- 2008: Ehrenring der Stadt Garbsen[6]
- 2011: Großes Bundesverdienstkreuz[7]
- 2019: Großes Verdienstkreuz des Niedersächsischen Verdienstordens[8]
- 2025: Ehrenbürger der Leibniz Universität Hannover[9]